# Elisa Lledó
Elisa Lledó (Elche, Alicante) es una actriz española conocida por sus papeles en televisión.
Licenciada en Arte Dramático en la ESAD de Murcia (1996-2000)y diplomada en Interpretación de Cine en el Instituto de Cine de Madrid. (2000-2002)

## Carrera profesional
Comenzó a trabajar profesionalmente desde muy joven, en 2002 fue seleccionada en un casting de 4000 personas para participar en la serie de televisión Living Lavapiés de Telemadrid. Gracias a su interpretación en esta serie, con el personaje de Sandra, fue nominada como mejor actriz por la Unión de Actores de Madrid en 2003.
En 2004 empezó a participar en el programa humorístico de ETB 2 Vaya Semanita, donde permaneció hasta 2006. Entre los muchos sketches que protagonizó, los más recordados son aquellos donde interpretaba a La Portuguesa, compañera del quinqui El Pelanas, interpretado por Alejandro Tejería.
En 2006 pasó a trabajar en el programa Agitación + IVA para Telecinco donde también interpretó en una gran variedad de scketches, personajes cómicos, entre ellos podemos destacar el de "Laurita".
Desde 2008 hasta 2011 formó parte del elenco de la serie L'Alqueria Blanca de Canal Nou, donde interpretaba el papel de Empar.
En 2012 cambió de registro para interpretar a una inspectora de policía en la serie diaria Bon dia Bonica de Canal Nou.
Entre participaciones en series como Viento del pueblo, El comisario, La que se avecina, Ciega a Citas y en películas como Amigos y protagonizó los cortometrajes Potasio, Cariños con los que fue nominada como mejor actriz en el Festival CineEuphoria
Pasó varios años representando su monólogo Si te he visto no me acuerno y formó parte del elenco de varias compañías de teatro.
Comenzó a dirigir, escribir y producir sus propios proyectos como la obra de teatro Victimas y Besugos con la que estuvo girando varios años.
También compaginó su trabajo de actriz con la docencia, dando clases de teatro a todo tipo de personas.
En 2018 entró a formar parte del equipo de actores de la cuarta temporada de Allí abajo para Antena 3, con el personaje de Miren, una abogada corrupta, hija de Bego y Sabino.
En 2019 abrió su propia Escuela de Teatro e Interpretación en Madrid llamada Escuela Puerta Abierta.
En 2021 retoma su papel de Empar en la mítica serie L'Alqueria Blanca. Ese mismo año ficha por la serie Desaparecidos.

## Filmografía

### Televisión
| Años                       | Título            | Personaje                     | Cadena                  | Notas         |
| -------------------------- | ----------------- | ----------------------------- | ----------------------- | ------------- |
| 2002                       | Viento del pueblo | María                         | La 1                    | 1 episodio    |
| 2002                       | Living Lavapiés   | Sandra                        | Telemadrid              | 13 episodios  |
| 2003-2005                  | Vaya semanita     | Varios personajes             | ETB2                    | 213 episodios |
| 2004                       | El comisario      |                               | Telecinco               | 1 episodio    |
| 2005-2006                  | Agitación + IVA   | Varios personajes             | Telecinco               | 10 episodios  |
| 2007-2010; 2021 - presente | L'Alqueria Blanca | Amparo "Empar" Nebot Camarasa | Canal Nou / À Punt      | ¿? episodios  |
| 2011                       | Bon dia Bonica    | Inspectora Bueache            | Canal Nou               | 40 episodios  |
| 2012                       | Los protegidos    | Bibliotecaria                 | Antena 3                | 1 episodio    |
| 2014                       | La que se avecina | Reportera                     | Telecinco               | 1 episodio    |
| 2014                       | Ciega a Citas     | Eli Romero                    | Cuatro                  | 11 episodios  |
| 2018                       | Allí abajo        | Miren Goikolea Galarza        | Antena 3                | 11 episodios  |
| 2020; 2022                 | Desaparecidos     | Mercedes González del Val     | Prime Video / Telecinco | 8 episodios   |
| 2020                       | Por H o por B     | Chica Producción              | HBO España              | 1 episodio    |